# Choroby bakteryjne
Choroby bakteryjne – choroby wywoływane przez szkodliwe bakterie, które wnikają w sposób bierny lub czynny do organizmu, gdzie rozmnażają się i wywołują odpowiedź odpornościową. Chorobom takim towarzyszą często m.in.: stany zapalne, gorączka, wymioty i biegunka. W ich leczeniu stosuje się antybiotyki oraz inne środki bakteriobójcze.